# Coenonympha areteoides
Coenonympha areteoides är en fjärilsart som beskrevs av Fologne 1874. Coenonympha areteoides ingår i släktet Coenonympha och familjen praktfjärilar. Inga underarter finns listade i Catalogue of Life.